# 오사카 방언
오사카 방언(大阪弁 오사카벤[*])은 일본 오사카와 그 주변에서 말하는 일본어의 방언으로, 긴키 방언의 일종이다.
오사카는 긴키 지방의 경제와 문화의 중심지이기 때문에, 오사카 방언은 긴키 지방 방언에 강한 영향력을 갖고 있으며, 일본 내에서도 인지도가 높다. 교토와 마찬가지로 오사카에서는 방언에 대한 애착과 자부심이 강하고, 현지를 떠났을 때나 TV에 나왔을 때에도 오사카 방언을 계속 사용하는 사람이 적지 않다. 한편으로 어휘면을 중심으로 공통어화가 진행되고 있어 타 도도부현으로부터의 인구 유입도 있어 오사카 방언은 계속 변용하고 있다.